# Jüdischer Friedhof (Duderstadt)
Der Jüdische Friedhof Duderstadt ist ein ehemaliger jüdischer Friedhof in Duderstadt, einer Stadt im Landkreis Göttingen von Niedersachsen.

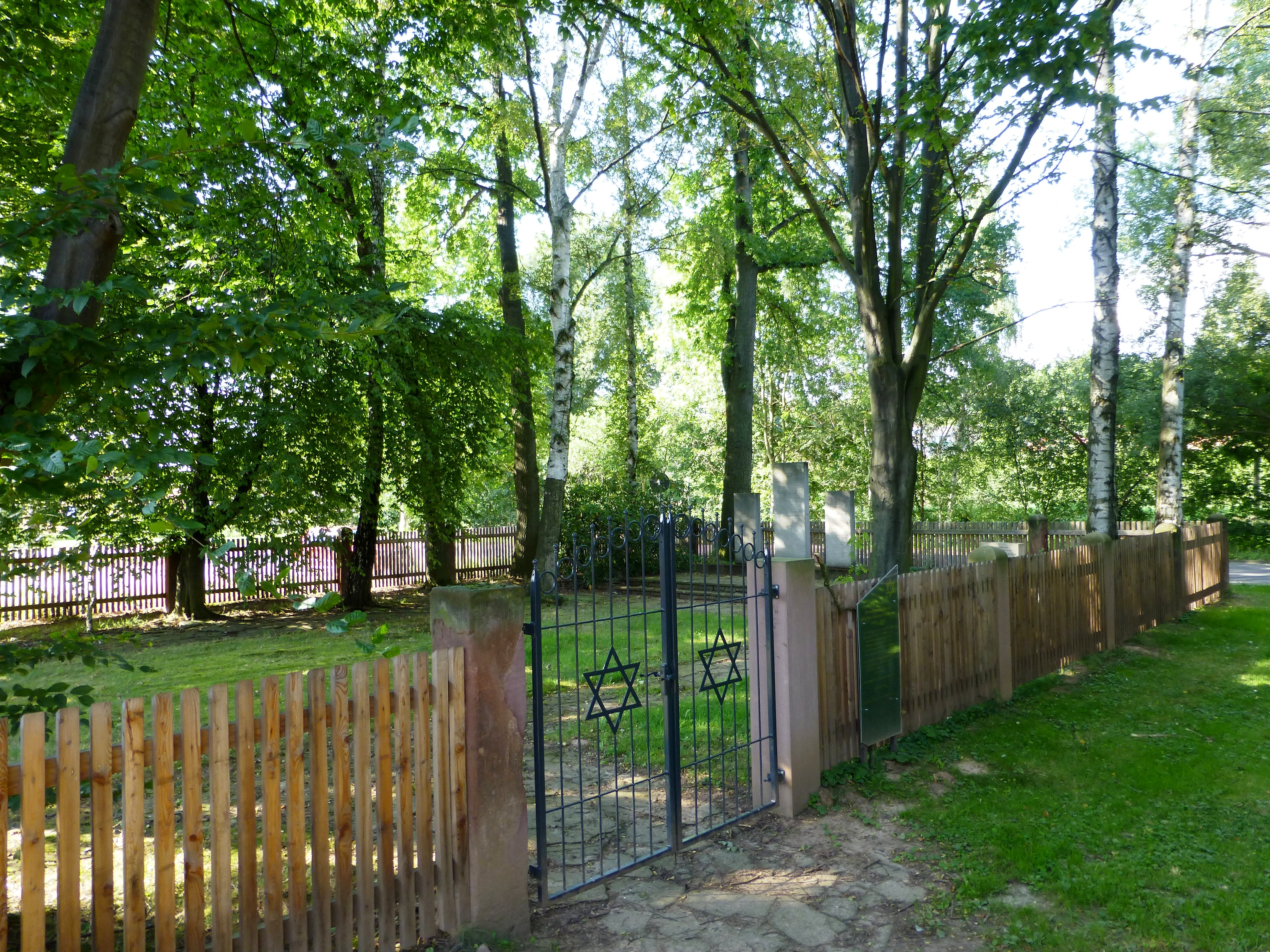
Jüdischer Friedhof in Duderstadt (2012)

## Geschichte und Beschreibung
Der ehemalige jüdische Friedhof Duderstadt befindet sich an der Straße Am Gänseweg nordöstlich hinter dem heutigen Krankenhaus St. Martini.
Die neuzeitliche jüdische Gemeinde in Duderstadt wurde im Jahr 1812 gegründet. Über viele Jahre hinweg wurde den Duderstädter Juden eine auch weiterhin uneingeschränkt genutzte Viehweide als Begräbnisstätte für ihre Toten zugewiesen. 1871 wurde dieser Zustand beendet. Die Stadt Duderstadt erlaubte der jüdischen Gemeinde, auf dieser Weide eine Fläche zu umzäunen und somit einen Friedhof zu schaffen. Anstelle der – entsprechend der Gepflogenheit beim christlichen Friedhof – beantragten Kostenübernahme seitens der Stadt gab es dafür einen städtischen Zuschuss. Auf dem 550 m² großen ehemaligen Friedhof befinden sich keine Grabsteine mehr. Die ehemals vorhandenen 30 bis 35 Grabstellen wurden im Jahr 1942 zerstört und eingeebnet. 1944/1945 begrub die SS-Bewachung des KZ-Außenlagers beim Polte-Werk in Duderstadt hier aber noch vier jüdische Häftlinge aus Ungarn. Der späteren Aussage eines ehemaligen SS-Manns zufolge, wurde der Friedhof zu dieser Zeit als Garten genutzt. Zur Erinnerung an die auf dem Friedhof Beerdigten und an die jüdischen Einwohner Duderstadts, die Opfer des Holocaust geworden waren, wurden im Jahr 1953 drei mit ihren Namen versehene Stele errichtet, die 2022 erneuert wurde. 2008 errichtete die Geschichtswerkstatt Duderstadt einen weiteren Stein, der an die jüdischen Ungarinnen und an ein im KZ-Lager geborenes und gestorbenes Kind erinnert.
Ab 1953 war der JTC Eigentümer des Friedhofs, im Jahr 1959 ging er in den Besitz des Landesverbandes der Jüdischen Gemeinden von Niedersachsen über.